# Досрочное погашение кредита
Досрочное погашение кредита (ипотеки) — уменьшение основного долга по займу путем внесения дополнительных платежей, которые идут в уменьшение тела кредита. При изменении долга по кредиту меняется график ежемесячных платежей. Согласно ФЗ 353 Статьи 11 п. 8 финансовое учреждение обязано предоставить заемщику новый график платежей. Для осуществления досрочного погашения необходимо оформить заявление (в большинстве банков). Без заявления банк не спишет дополнительные средства в счет уменьшения остатка долга, даже если вы положите их на счет.

## Виды досрочного погашения
Различают два вида досрочного погашения кредита — частичное и полное погашение. Процедура досрочного погашения выполняется до того момента, как истечет срок кредитования, установленный кредитным договором, поэтому и носит название досрочное погашение по кредиту.
И полное, и частичное досрочное погашение кредита влияют на сокращение общей суммы переплаты, в чём в первую очередь заинтересован заёмщик.
Сокращение суммы переплаты происходит не в дату досрочного погашения, а постепенно. В дату досрочного погашения переплата сразу не сокращается; это происходит постепенно при выплате кредита. Максимальная экономия при досрочном погашении достигается к концу срока кредита.

### Полное досрочное погашение
Полное досрочное погашение кредита представляет собой полное погашение всей имеющейся перед банком (либо иным финансовым учреждением) кредитной задолженности (обычно это основной долг и проценты) до того момента, как истечет срок кредитования, установленный кредитным договором. Осуществив полное досрочное погашение кредита, вы полностью освобождаетесь от обязательств перед банком. Сумму к полному досрочному погашению озвучивает банк на дату запроса. На дату ближайшего платежа по кредиту сумма к полному досрочному погашению равна ежемесячный платеж + остаток долга по кредиту.

### Частичное досрочное погашение
Частичное досрочное погашение кредита — это внесение в счет кредита суммы денег, которая меньше тела кредита. Существуют 2 типа досрочного погашения — погашение с уменьшением суммы ежемесячного платежа и погашение с уменьшением срока кредита. В первом случае происходит уменьшение суммы ежемесячных платежей, срок кредита не меняется. Во втором — срок кредита уменьшается, ежемесячный платеж остается тем же.

## Российское законодательство и интересы банка
Банки не заинтересованы в досрочном погашении кредита. Выполняя это действие заёмщик минимизирует переплату, а финансовое учреждение теряет оговоренную ранее прибыль. Право на досрочное погашение заемщик имеет уже на следующий день с момента получения кредита. В случае досрочного возврата кредита в первый месяц заемщик обязан выплатить проценты по кредиту до дня фактического возврата кредита.